# はくりゅう (潜水艦)
はくりゅう（ローマ字：JS Hakuryu, SS-503）は、海上自衛隊の潜水艦。そうりゅう型潜水艦の3番艦。艦名は白龍に由来する。

## 艦歴
「はくりゅう」は、中期防衛力整備計画に基づく平成18年度計画2900トン型潜水艦8118号艦として、2007年2月6日に三菱重工業神戸造船所で起工され、2009年10月16日に同造船所にて挙行された命名・進水式において防衛大臣・北澤俊美（防衛副大臣・榛葉賀津也代読）により「はくりゅう」と命名され進水した。艤装を施した後、2011年3月14日に就役し、第1潜水隊群第5潜水隊に編入され呉に配備された。
2011年7月31日に放送された民放テレビ番組において、そうりゅう型潜水艦としては初めて艦内が公開された。
2013年1月15日、真珠湾での米国派遣訓練のため呉を出港した。5月9日に呉に帰港した。
2015年2月6日、米国派遣訓練のため横須賀を出港し、2月26日に真珠湾に入港。その後、グアムに寄港したのち、5月9日に呉に帰港した。
2016年3月15日から5月28日にかけて、シドニー近海で実施されたオーストラリアとの共同訓練に護衛艦「あさゆき」、「うみぎり」とともに参加した。オーストラリア海軍及び空軍、強襲揚陸艦「アデレード」、フリゲート「バララト」、補給艦「サクセス」とともに共同訓練を実施した。
2018年1月16日から4月14日にかけて、米国派遣訓練に参加し、ハワイ諸島方面において洋上訓練及び施設利用訓練を実施する。
現在も第5潜水隊に所属し、定係港は呉である。

### 歴代艦長
| 代       | 氏名       | 在任期間               | 出身校・期 | 前職                         | 後職                             | 備考     |
| 艤装員長 | 艤装員長   | 艤装員長               | 艤装員長   | 艤装員長                     | 艤装員長                         | 艤装員長 |
| -------- | ---------- | ---------------------- | ---------- | ---------------------------- | -------------------------------- | -------- |
| -        | 壇之上明典 | 2009.10.16 - 2011.3.14 |            | くろしお艦長                 | はくりゅう艦長                   |          |
| 艦長     |            |                        |            |                              |                                  |          |
| 1        | 壇之上明典 | 2011.3.14 - 2012.8.23  |            | はくりゅう艤装員長           | 海上自衛隊幹部学校付             |          |
| 2        | 吉田 薫    | 2012.8.24 - 2014.3.2   | 防大40期   | 海上幕僚監部防衛部運用支援課 | 艦艇開発隊                       |          |
| 3        | 井関敬幸   | 2014.3.3 - 2015.7.9    | 防大40期   | 海上幕僚監部装備部武器課     | 海上幕僚監部指揮通信情報部情報課 |          |
| 4        | 岡崎淳平   | 2015.7.10 - 2016.7.14  | 防大41期   | 潜水艦隊司令部               | 海上幕僚監部防衛部運用支援課     |          |
| 5        | 神田隆行   | 2016.7.15 - 2017.7.31  |            | 潜水艦教育訓練隊             |                                  |          |
| 6        | 開田益徳   | 2017.8.1 - 2020.6.21   | 防大41期   | 潜水艦教育訓練隊             | 潜水艦教育訓練隊訓練科長         |          |
| 7        | 中田健太郎 | 2020.6.22 - 2023.10.5  |            | 潜水艦教育訓練隊             | 潜水艦隊司令部                   |          |
| 8        | 道津雄一   | 2023.10.6 -            | 熊本大     | 潜水艦隊司令部               | 統合作戦司令部作戦第１課         |          |

## ギャラリー

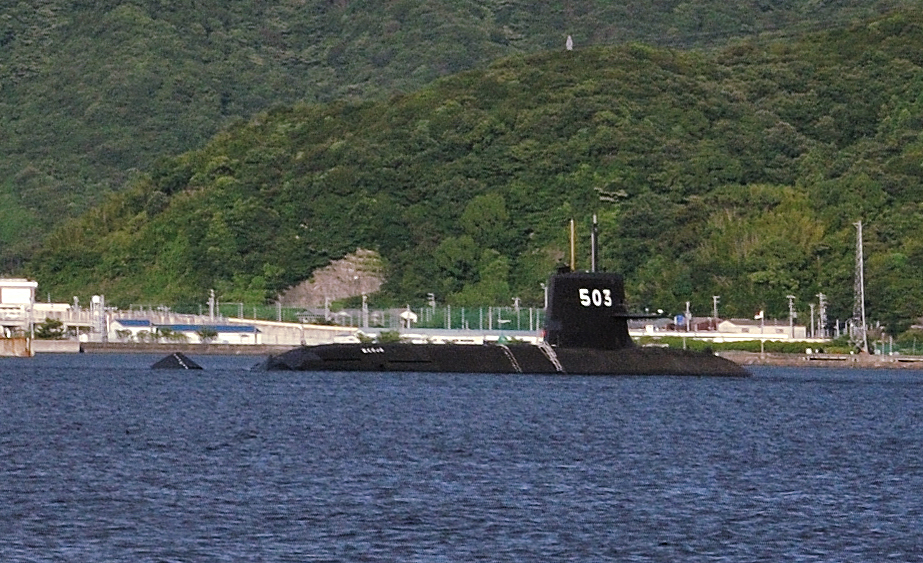
2010年8月、由良基地で公試中。艦番号「503」が見える。
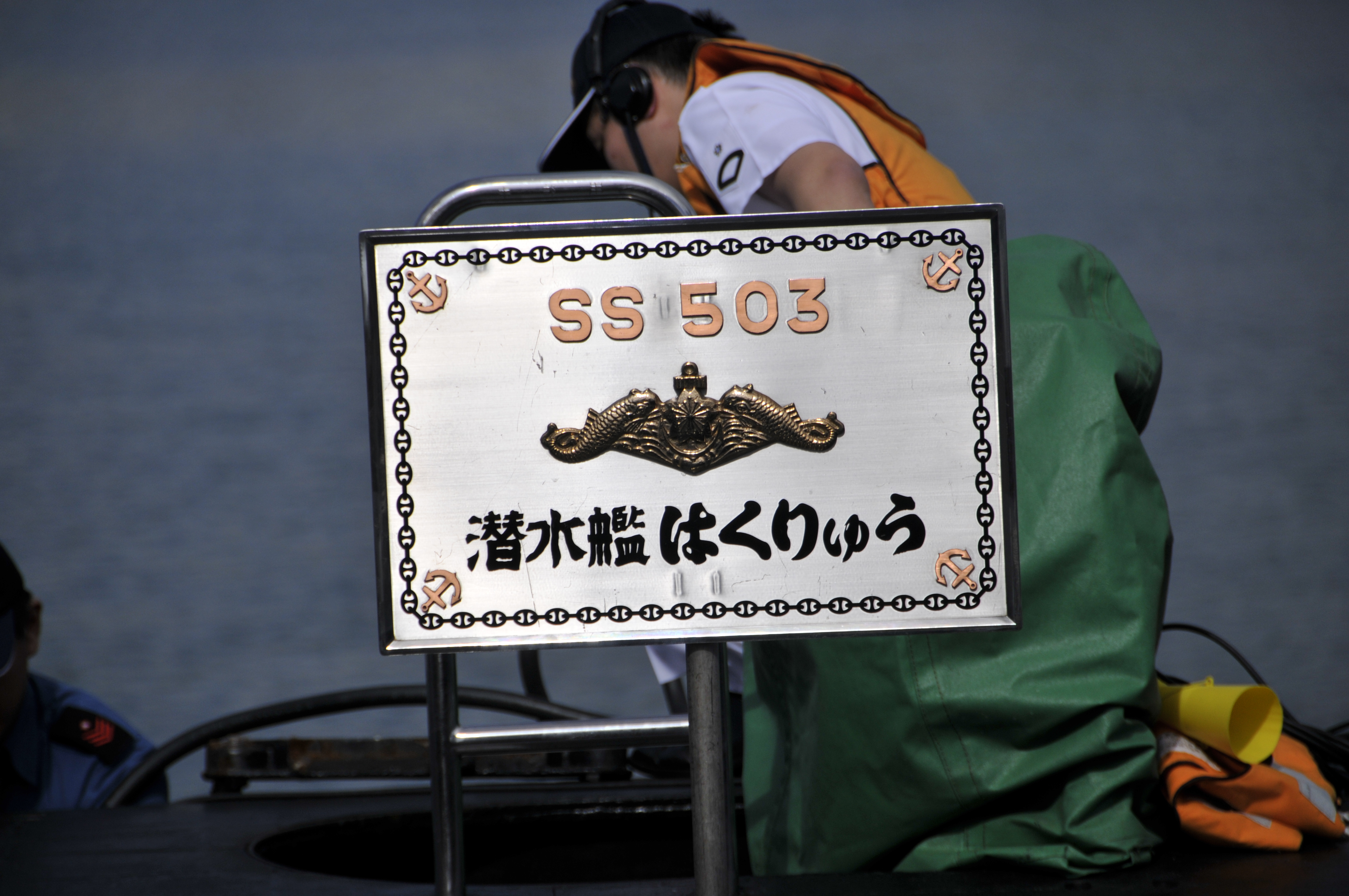
艦名板